# Лаз (Арад)
Лаз (рум. Laz) насеље је у Румунији у округу Арад у општини Дезна. Oпштина се налази на надморској висини од 296 m.

## Становништво
Према подацима из 2002. године у насељу је живело 62 становника, од којих су сви румунске националности.